# Angol humor
Az angol vagy brit humor híres érthetetlenségéről a nem angol anyanyelvűek számára. Az érthetetlenség a referenciák (célzások, hátterek, kontextus) ismeretének hiányából fakad. Kedveli a szójátékokat és a helyzetkomikumot. Magyarországon is számos képviselője ismert.

## Az angol humor kedvelt témái

### Burkolt célozgatások a szexualitásra és az emésztési folyamat különböző szakaszaira
- Benny Hill komikumaiban
- Folytassa… filmsorozat (Carry On)

Gyakorlatilag az önirónia egyik fajtája, az ember állati tulajdonságain, állati működésén viccelődik egy erősen szertartásos középosztály (the posh people) mintájának és illemének kárára.
A szexualitás, mint humorforrás, a nemi szerepek keveredése, a megfordult vagy kifordult nemiség, a transzvesztita, homoszexuális és leszbikus figurák és sztereotípiák kifigurázása annak tudatában, hogy bár ez sokszor – mint a legtöbb sztereotípia – köszönő viszonyban sincs a valósággal, de attól még tökéletes táptalaja lehet a humornak.

### A rendszer és a hatóság képviselői iránti tiszteletlenség
- Terry Pratchett Discworld (Korongvilág) címen ismertté vált regénysorozatában, amely az irónia eszközével élve illeti kritikával a társadalmat.
- Igenis, miniszter úr!

Az angolok hagyománytiszteletének, szervezettségének, tisztesség és kompromisszumkeresésének a fonákságai, a túlhajtott „rendesség” (being nice) leszállítása a közönségesség szintjére, hogy ne lehessen valaki büntetlenül előkelő vagy rátarti (posh), amikor milliók nem tudnak angolul sem rendesen megszólalni, de a társadalom elfogadott tagjai.

### Az abszurditás
- Douglas Adams műveiben, melyek közül az egyik legismertebb a Galaxis útikalauz stopposoknak című rádiójáték, könyv, televíziós sorozat, és mozifilm
- A Monty Python csoport komédiáiban, mint például a Brian élete című filmben is.
- Waczak szálló c. tévéfilmsorozat
- Halló, halló! c. tévéfilmsorozat

Az angolok, szigetlakók révén azt tapasztalták, hogy a kontinensen (Európában) olyanok élnek, akikkel háborúzni kell, szoktak. Innen az erős elkülönülés, a megkülönböztetés, a saját öntudat, amely a különcségei és egyéni kombinációi révén válik nemzetivé. Az angol racionalitás (anyagiasság), óhatatlanul összeütközésbe kerül a tisztességre törekvéssel (vallásosság) és ezt az angol társadalmi, érintkezési életforma leleplezi, az abszurd, a képtelen megélésének élményével szolgálva.
Például The birds are on the wings (angolul a.m. a madarak szállnak) szókép és idióma abszurd, mert a wings are on the birds (a.m. a madaraknak szárnya van) az igaz.

### A brit társadalmi osztályok
- P. G. Wodehouse könyveiben
- A Csengetett, Mylord? (You Rang, M'Lord?) című televíziós sorozatban
- Fekete Vipera történelmi abszurd komédia
- Mikes György művei

### A sorból való kilógás okozta szégyen
- A Rowan Atkinson játszotta Mr. Bean szerepben
- Sacha Baron Cohen és az általa alakított Borat figurája a felfokozott kulturális különbségekből csinál viccet

## Lásd még
- Dolák-Saly Róbert
- Galla Miklós
- Mézga Aladár Sound System
- Tom Sharpe

### Magyarul
- Terry Gilliam meg akarta ölni Galla Miklóst – cikk az Indexen
- Abszurd filozofálások

### Angolul
- Wodehouse eligazító lap
- Pratchett könyvei
- Beny Hill filmismertető
- Mr. Bean hivatalos honlapja
- Tony Hancock
- Lee Evans
- Rick Gervais
- Rick Gervais a BBC oldalán